# Argumentum ad ignorantiam

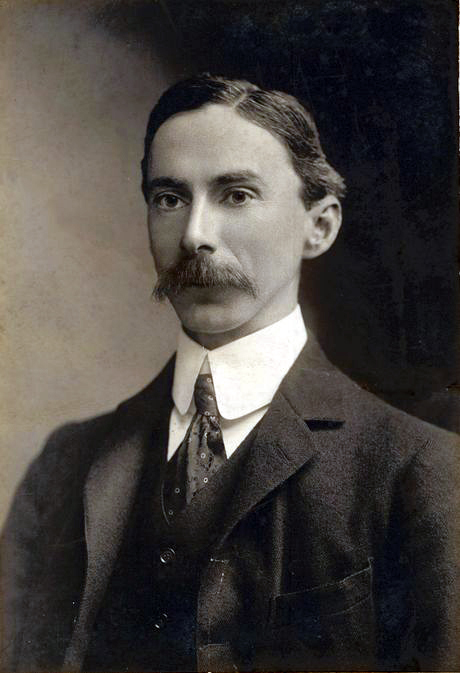
Bertrand Russell, wiens teapot analogy dikwijls wordt gebruikt om het argument van onwetenheid te argumenteren

Argumentum ad ignorantiam of het argument van de onwetendheid is een drogreden, waarbij voetstoots wordt aangenomen dat een stelling waar is, omdat niet is bewezen dat zij onwaar is, of omgekeerd dat er wordt aangenomen dat een stelling onwaar is, omdat niet is bewezen dat deze waar is. Het logische tegenargument is dat de afwezigheid van bewijs geen bewijs is van afwezigheid.

## Voorbeelden
- Ik heb hem nooit met een vrouw op stap gezien, dus hij heeft geen vriendin.

Onjuiste logica: als iemand een vriendin heeft, dan gaat hij ermee op stap en dan zie ik dat.
- Je kunt niet bewijzen dat God niet bestaat, dus God bestaat.
- Je kunt niet bewijzen dat God bestaat, dus God bestaat niet.

Een uitzondering waar deze argumentatie niet als drogreden geldt, is in de rechtszaal bij het strafprocesrecht. De verdachte is onschuldig totdat het tegendeel bewezen is, dit heet de onschuldspresumptie. In dat geval is er sprake van een wettelijk vastgelegde bewijslast aan de zijde van de aanklager (of het Openbaar Ministerie).
Een tussenvorm is er in het burgerlijk procesrecht waar een partij vaak een stelling van zijn wederpartij ontkent bij gebrek aan wetenschap. Dit komt neer op: "ik weet niet of het waar is en daarom ontken ik het". Daarmee is geen uitspraak gedaan over de waarheid of onwaarheid van het gestelde. Het is dus geen drogreden, maar het is evenmin een juridisch effectief verweer, omdat het geen gemotiveerde betwisting ("het is niet waar, omdat...") oplevert.

## Argument berustend op ongeloof
Een veelvoorkomende variant van het argument uit onwetendheid is het argument berustend op ongeloof (argument from incredulity) of goddelijke denkfout. Deze variant komt neer op:
1. het is onmogelijk voor te stellen hoe P waar kan zijn
2. als P waar is, dan kan iemand zich voorstellen hoe P mogelijk is
3. P is onmogelijk

Dit argument steunt enkel op het beperkte voorstellingsvermogen van de persoon die het argument naar voren brengt. Het argument komt veel naar voren in discussies over creationisme, de evolutietheorie en abiogenese.